# 新田一実
新田 一実（にった かずみ）は日本のライトノベル作家、SF作家、BL作家。

## 人物
里見 敦子（さとみ あつこ、1959年 - 、A型、やぎ座、理科系）と後藤 恵理子（ごとう えりこ、1960年 - 、A型、うお座、文化系）によるコンビでのペンネームである。
別ペンネーム『天海沙姫（あまみ さき）』で活動していた時期もあった。

## 作品リスト

### シリーズ作品

#### 大陸書房
- 邪龍幻紀（大陸ノベルス、1987年12月）
- 邪龍戦記（大陸ノベルス、1988年2月）
- 邪龍妖紀（大陸ノベルス、1988年5月）
- ルカリアの悪夢：インフレーション宇宙 シリーズ（大陸ノベルス、イラスト：末弥純、1988年10月）
- ラムダ3の卵：インフレーション宇宙 シリーズ（大陸ノベルス、イラスト：末弥純、1988年12月）
- シミュレーションの渦：インフレーション宇宙 シリーズ（大陸ノベルス、イラスト：末弥純、1989年2月）
- 漂泊の剣士ハーコン シリーズ（大陸ノベルス、全6巻、イラスト：佐竹美保、1989年6月-1990年8月）
- 暁の竜王伝説 シリーズ（大陸ノベルス、全5巻、イラスト：石堂摩有、1990年11月-1991年11月）
- 邪龍幻紀（大陸ネオファンタジー文庫、イラスト：加藤俊章、1991年1月）
- 海神の寵児ディロン〈1〉（大陸ネオファンタジー文庫、イラスト：中崎せおり、1991年11月）
- 海神の寵児ディロン〈2〉（大陸ネオファンタジー文庫、イラスト：中崎せおり、1992年2月）

#### 小学館
- 龍王譚 シリーズ（小学館キャンバス文庫：全7巻、イラスト：新井理恵、1993年7月-1994年7月）
- ク・ホリンの妖精 シリーズ（小学館キャンバス文庫：全4巻、イラスト：橋本正枝、1994年9月-1995年4月）
- 静かなる滅亡―ジャンク・ファイル〈NO.1〉（小学館キャンバス文庫、イラスト：下村富美、1995年7月）
- 熱帯夜―ジャンク・ファイル〈NO.2〉（小学館キャンバス文庫、イラスト：下村富美、1995年10月）
- 祭典の日―ジャンク・ファイル〈NO.3〉（小学館キャンバス文庫、イラスト：下村富美、1996年2月）
- 追憶の行方―追憶の行方〈1〉（小学館キャンバス文庫、イラスト：真木しょうこ、1996年6月）
- 気紛れな鍵―追憶の行方〈2〉（小学館キャンバス文庫、イラスト：真木しょうこ、1996年10月）
- 閉ざされた窓―追憶の行方〈3〉（小学館キャンバス文庫、イラスト：真木しょうこ、1997年2月）
- お客様にご用心 シリーズ（小学館キャンバス文庫：全4巻、イラスト：山村路、1997年7月-1998年4月）
- よろずトラブル引き受けます―万屋 富樫城太郎〈1〉（小学館キャンバス文庫、イラスト：山村路、1998年8月）
- 災難(トラブル)は依頼主が連れてくる―万屋富樫城太郎〈2〉（小学館キャンバス文庫、イラスト：山村路、1998年10月）
- 本日、万屋千客万来―万屋富樫城太郎〈3〉（小学館キャンバス文庫、イラスト：山村路、1999年1月）
- 幽霊ホテルにいらっしゃい（小学館キャンバス文庫、イラスト：真木しょうこ、1999年4月）
- 迷子の幽霊―幽霊ホテルにいらっしゃい〈2〉（小学館キャンバス文庫、イラスト：真木しょうこ、1999年7月）
- ペット心理療法士 シリーズ（パレット文庫：全6巻、イラスト：富士山ひょうた、2003年6月-2004年4月）
- キャットウォーク事件簿 シリーズ（パレット文庫：全4巻、イラスト：富士山ひょうた、2004年7月-12月）
- 特別室（インペリアルスイート）のねずみ―グレース・オマリー（パレット文庫、イラスト：緒田涼歌、2006年12月）
- 船長の三毛猫(ラッキーキャット)―グレース・オマリー（パレット文庫、イラスト：緒田涼歌、2006年12月）

#### 講談社
- 霊感探偵倶楽部 シリーズ（講談社X文庫ホワイトハート：全12巻、イラスト：岩崎陽子/笠井あゆみ、1993年1月-1995年10月）
- 新・霊感探偵倶楽部 シリーズ（講談社x文庫ホワイトハート：全12巻、イラスト：笠井あゆみ、1995年12月-1998年10月）
- 真・霊感探偵倶楽部 シリーズ（講談社x文庫ホワイトハート：全12巻、イラスト：笠井あゆみ、1998年12月-2001年10月）
- 姉崎探偵事務所 シリーズ（講談社x文庫ホワイトハート：全19巻、イラスト：笠井あゆみ、2001年12月-2007年8月）
- 恵土和堂四方山話 シリーズ（講談社x文庫ホワイトハート：全5巻、イラスト：山村路、2004年10月-2006年11月）

#### 桜桃書房
- 久住先生の誤算（ECLIPSE ROMANCE、イラスト：富士山ひょうた、1998年11月）
- 久住先生の告白（ECLIPSE ROMANCE、イラスト：富士山ひょうた、1998年11月）
- クールが熱い シリーズ（ECLIPSE ROMANCE：全4巻、イラスト：富士山ひょうた、2000年6月-2001年10月）

#### イースト・プレス
- 久住先生の誤算 文庫版（アクア文庫、イラスト：藤河るり、2005年6月)
- 久住先生の告白 文庫版（アクア文庫、イラスト：藤河るり、2005年5月)
- 砂漠の美獣に抱かれて（アクアノベルズ、イラスト：羽根田実、2006年5月)
- 砂漠の夢に揺られて（アクアノベルズ、イラスト：羽根田実、2007年3月)

### 非シリーズ作品
- 太陽の涙（集英社スーパーファンタジー文庫、イラスト：中島一恵、1992年11月）
- 時に抱かれて（ECLIPSE ROMANCE、イラスト：氷栗優、1996年2月）
- Love Me Please（ECLIPSE ROMANCE、イラスト：氷栗優、1996年7月）
- 不完全恋愛マニュアル（ECLIPSE ROMANCE、イラスト：富士山ひょうた、1996年12月）
- 長嶺先生の憂鬱（ECLIPSE ROMANCE、イラスト：富士山ひょうた、1997年7月）
  - 文庫版（アクア文庫、イラスト：南天佑、2005年5月)
- さよならを言う気もない（ECLIPSE ROMANCE、イラスト：富士山ひょうた、1999年6月）
- 出会って5秒（ECLIPSE ROMANCE、イラスト：富士山ひょうた、2000年12月）
- 若様と俺（アズ・ノベルズ、イラスト：羽根田実、2003年1月）
- 竜の紋章 Season（ECLIPSE ROMANCE：上下、イラスト： 霜月かいり、2003年6月）
- 締切前はキスだけ!（ECLIPSE ROMANCE、イラスト：藤河るり、2003年10月)
- 檻の中のエゴイスト（アズ・ノベルズ、イラスト：羽根田実、2004年1月）
- 彼の事情 彼氏の理由（アクアノベルズ、イラスト：藤河るり、2004年3月)
- 探偵は騙される（アクアノベルズ、イラスト：藤河るり、2004年12月)
- 若君の仰せのままに（アクアノベルズ、イラスト：サクラサクヤ、2005年1月)